# Gian Carlo Ceruti
Gian Carlo Ceruti (Pianengo, 2 luglio 1952 – Crema, 31 marzo 2020) è stato un dirigente sportivo italiano.

## Carriera
Dirigente della FIOM e della CGIL si dedicò fin da giovanissimo all'attività sportiva. Cresciuto nel Consorzio Pista Crema, fu eletto Consigliere federale della Federazione Ciclistica Italiana nel 1993 e Vicepresidente vicario dal 1995 al 1997. Ricoprì per due quadrienni, dal 1997 al 2005, la carica di Presidente federale. Fu componente del CONI, della Commissione Mondiale per la lotta al doping dell'UCI e Consigliere nazionale dell'Istituto del Credito Sportivo.
Laureato in filosofia, scienze politiche e antropologia, scrisse saggi sul ciclismo e sul fenomeno dell'immigrazione: Il ciclismo dalla Sicilia alla Toscana. Antropologia di una migrazione (2013), Tra passione e realtà. Antropologia di una cultura ciclistica (2013), Migrazioni contemporanee. Il viaggio di un antropologo in bicicletta (2017).
È morto il 31 marzo 2020 all'età di 67 anni all'età all'ospedale di Crema per complicazioni dovute all'infezione da COVID-19.